# 窝竹
窝竹（学名：Fargesia brevissima）为禾本科箭竹属下的一个种。

## 扩展阅读
- 維基物種上的相關：窝竹